# Natation
La natation (c'est-à-dire l'action de nager ()) désigne les méthodes qui permettent aux êtres humains de se mouvoir dans l'eau sans aucune autre force propulsive que leur propre énergie corporelle.
Parmi les activités humaines, la natation regroupe le déplacement à la surface de l'eau et sous l'eau (plongée, mermaiding, natation synchronisée, water-polo), le plongeon et divers jeux pratiqués dans l'eau.
Elle se pratique en piscine, en eau libre (lac, mer), ou en eau vive (rivière).
La natation est un sport olympique depuis 1896 pour les hommes et depuis 1912 pour les femmes. D'un point de vue compétitif, on parle parfois de natation sportive pour distinguer les courses de natation des autres disciplines comme la natation synchronisée.

## Chez les microbes et les animaux
Certaines bactéries nagent dans les fluides, par exemple dans les mucus, la lymphe, le sang ou des gels tels que la synovie (spirochètes notamment) au moyens de flagelles ou de cils vibratiles principalement.
De très nombreux animaux, du zooplancton aux grands mammifères, tels que les baleines, ont développé au cours de l'évolution des organes fonctionnels spécialisés (nageoires, pattes palmées, queue surdéveloppée...) ou des stratégies natatoires (vol presque plané chez la raie, ondulation chez les poissons anguiforme ou en forme de lame de couteau), mouvement hélicoïdal chez certains vers (ex : Lumbriculus variegatus dans certaines circonstances), nage saccadée chez la méduse, la daphnie ou le cyclop.
Grâce à leur flagelle, les spermatozoïdes humains peuvent nager dans la glaire cervicale et jusqu'à l'ovule, s'il est présent. Chez les organismes marins, ils nagent souvent en pleine eau à la recherche de l'œuf (ovule) le plus proche.
Tous les mouvements pratiqués par des microbes ou animaux pour avancer dans un fluide et notamment dans l'eau obéissent à des règles physiques qui relèvent de la dynamique des fluides. Ils peuvent être aidés par des mucus qui réduisent la friction dans l'eau. De même que les oiseaux en migration volent en bandes à une certaine distance les uns des autres pour optimiser leur vol grâce aux turbulences générées par les ailes de l'oiseau précédent, certains poissons peuvent se déplacer en bancs en bénéficiant des mêmes bénéfices hydrodynamiques,.

## Histoire de la natation

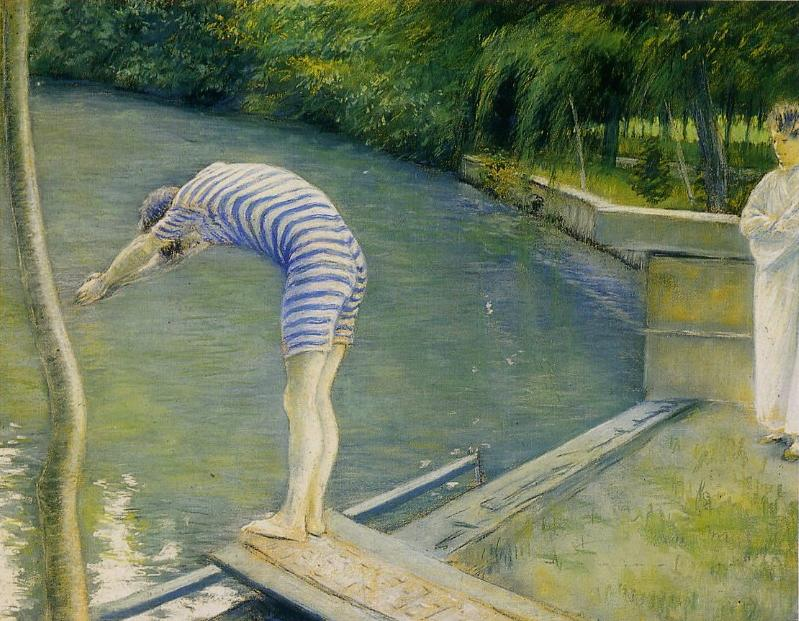
Le Nageur, 1877
Gustave Caillebotte
Musée d'Orsay, Paris

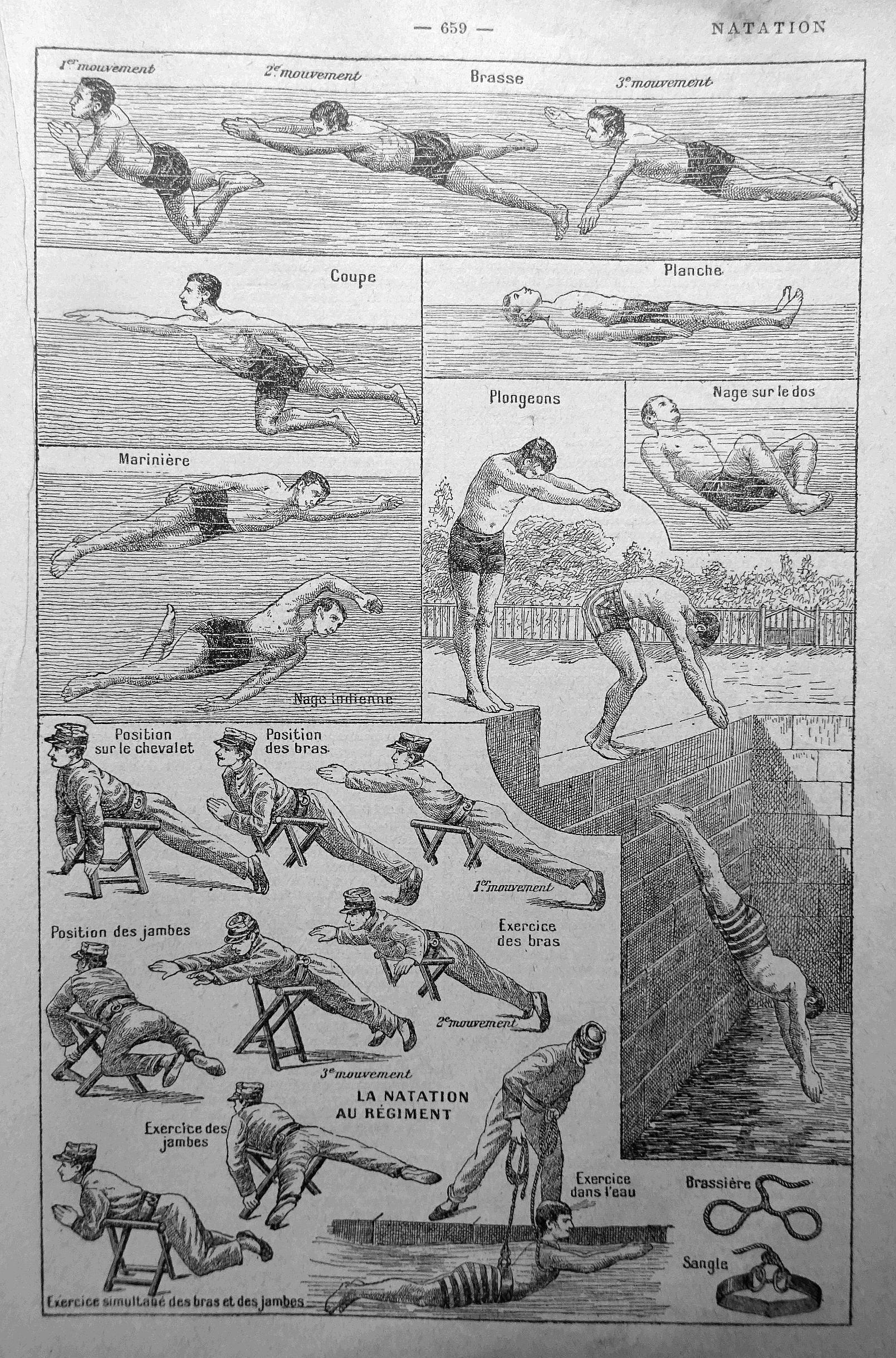
L'apprentissage de la natation au régiment en 1900

Bien qu'il soit possible que les humains aient su nager dès la période préhistorique (il n'existe pas de preuves archéologiques dans ce domaine), les premiers documents à ce sujet datent approximativement de 4 500 avant Jésus Christ et proviennent d'Égypte, de Grèce, d'Assyrie et de Rome. On enseignait la natation aux citoyens romains dès leur enfance : d'un homme peu instruit les Grecs (Platon : Lois III, 689d) et les Romains disaient : « Il ne sait ni lire ni nager ». Aux thermes, les Romains pouvaient nager mais cette discipline n'apparaissait pas dans les Jeux Panhelléniques.
En France, c'est surtout à partir des Jeux de 1924 que la discipline sportive en tant que telle et les piscines se développèrent. Non sans opposition, certains craignant ce qu'ils percevaient comme une pratique immorale. Ainsi, la section lyonnaise de la Ligue pour le relèvement de la moralité publique (LRMP) s'indigne, au début des années 1930, des nageuses du quai Saint-Vincent. À leur demande, le maire, Édouard Herriot, fait procéder à une enquête publique, qui conclut que les nageuses paraissent « suffisamment vêtues pour que leurs exercices ne portent aucune atteinte à la morale publique ».

## Natation féminine

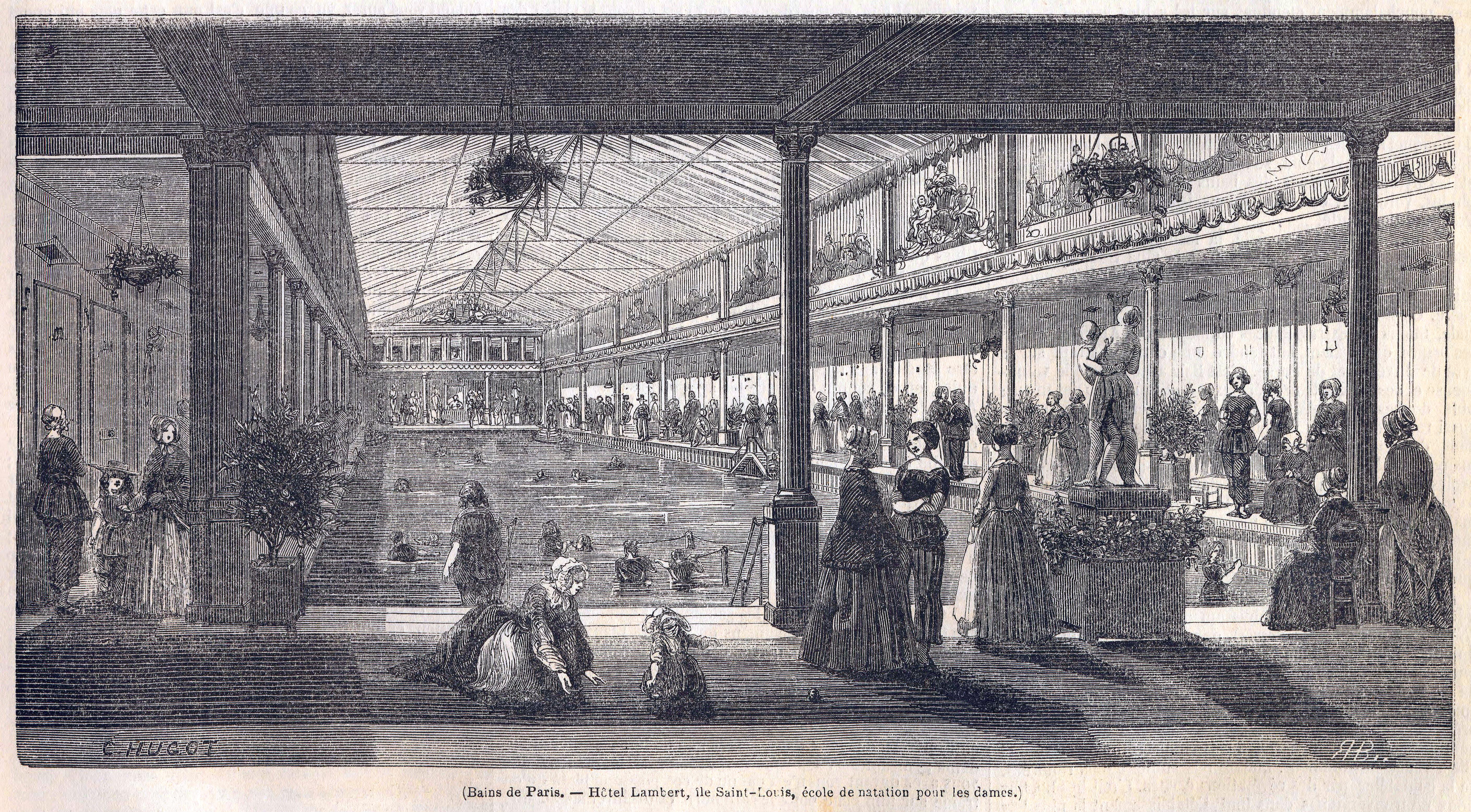
Hôtel Lambert, Île Saint-Louis, l'école de natation pour les dames en 1846.

### Situation par pays
La natation en tant que sport se développe à partir du Royaume-Uni en Europe comme en Australie durant le XIXe siècle. En Suède, Nancy Edberg popularise la natation à Stockholm dès 1847. Elle y donne des cours de natation à des hommes et des femmes, puis, peu après, elle lance des cours de natation destinés aux femmes au Danemark et en Norvège. Ses démonstrations publiques de natation avec ses élèves à partir de 1856 sont probablement parmi les premières démonstrations en Europe.
En Allemagne, c'est un homme, Ludwig Christof Rübsamen, professeur de gymnastique athlétique à Gießen, qui y fonde une piscine en 1851 et promeut la natation féminine.
Aux États-Unis, une des premières femmes à promouvoir la natation féminine est Kate Bennet, qui ouvre en 1870 une école à Manhattan.
Aux Pays-Bas, le premier bassin de natation en plein air date de 1846. Dans ce bassin et ceux qui ouvrent peu après, il y a séparation des sexes : ou bien les bassins sont interdits aux femmes, ou bien ils sont réservés aux hommes la majorité du temps, avec quelques heures par semaine prévus pour une utilisation par les femmes. En 1882, une piscine à ciel ouvert, la piscine Obelt, est construite à Amsterdam ; cette piscine comporte plusieurs bassins dont l'un destiné aux femmes. Y est organisée en 1884 la première épreuve de natation féminine aux Pays-Bas. En 1886, un club de natation féminine est fondé à La Haye, le premier club de ce genre aux Pays-Bas et probablement aussi en Europe continentale. La fédération néerlandaise de natation, fondée en 1888, crée un diplôme de natation en 1890 ; pour cela la fédération commence une formation d'instructeurs de natation ; le premier diplôme de maître nageur, en 1892, est délivré à une femme.

### La situation en France
L'activité sportive des femmes augmente à partir de la IIIe république. Sans que le phénomène soit français ou limité à la natation, on constate cependant un certain nombre de décès parmi les sportives professionnelles telles que Sybil Bauer, Georgette Gagneux, probablement dus au surentraînement. La natation apparaît donc comme un sport acceptable pour les femmes.
La première femme à participer à une épreuve de natation en France, en septembre 1905, est Annette Kellerman, féministe australienne, qui a aussi propagé la natation synchronisée. La première course de natation féminine a lieu en 1906.
Le premier championnat féminin de natation se déroule en Écosse en 1892.

### Les premiers records
Le premier record du monde féminin officiel de natation est détenu par la nageuse allemande Martha Gerstung sur le 100 m libre en 1 min 35 s 00, enregistré le 18 octobre 1908 à Magdebourg. 
Les premiers Jeux olympiques comportant des épreuves féminines de natation au programme, sont les 5e Jeux de 1912 à Stockholm, où l'Australienne Fanny Durack remporte à la fois la médaille d'or et un nouveau record mondial en 100 m libre.
La première nageuse de descendance africaine ayant obtenu une médaille olympique est Enith Brigitha de Curaçao, qui, nageant pour les Pays-Bas, a gagné deux médailles de bronze en 100 m et 200 m libres aux Jeux olympiques de 1976 à Montréal.

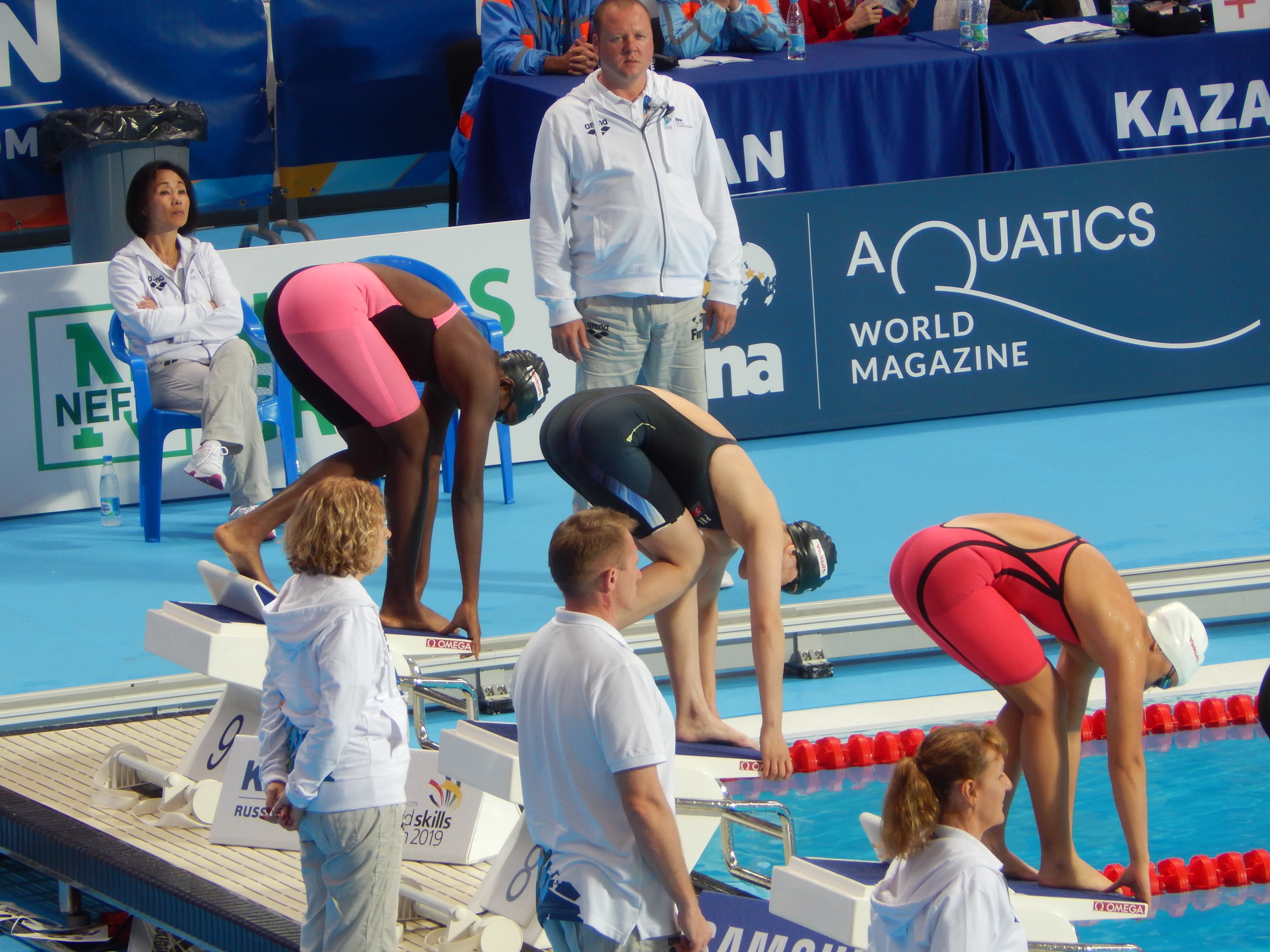
Concurrentes au départ d'une épreuve féminine de natation.

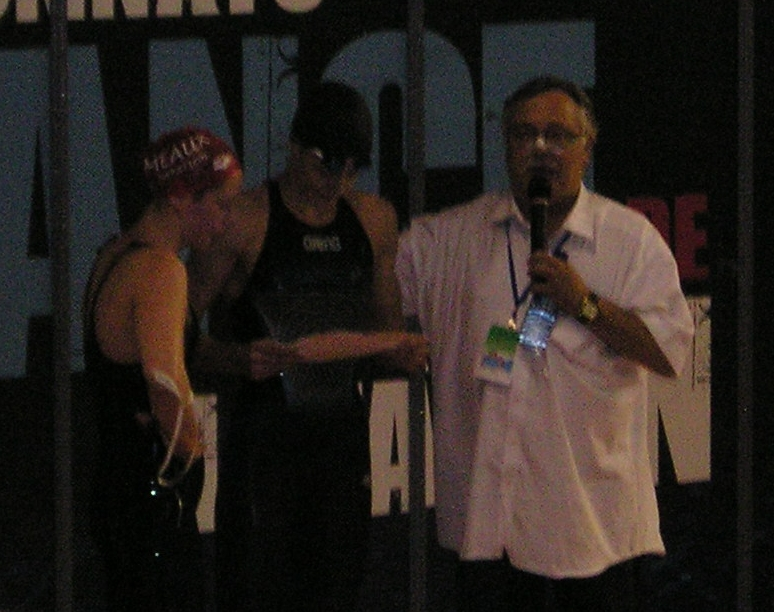
2009, après une compétition de natation féminine

Selon une étude européenne, la natation dans les pays de l'Union européenne est populaire chez les deux sexes. Selon la fédération française de natation (FFN), 25 % des femmes (7,5 million) et de 23 % des hommes en 2010 en France pratiquent la natation de loisir. Parmi les pratiquants de la natation sportive en France, les femmes sont substantiellement majoritaires : 55,7 % de femmes contre 44,3 % d'hommes sur les 288.000 licencié(e)s. Pourtant, la natation sportive féminine est beaucoup plus jeune que la masculine.

## Accessoires pour la natation et leurs rôles

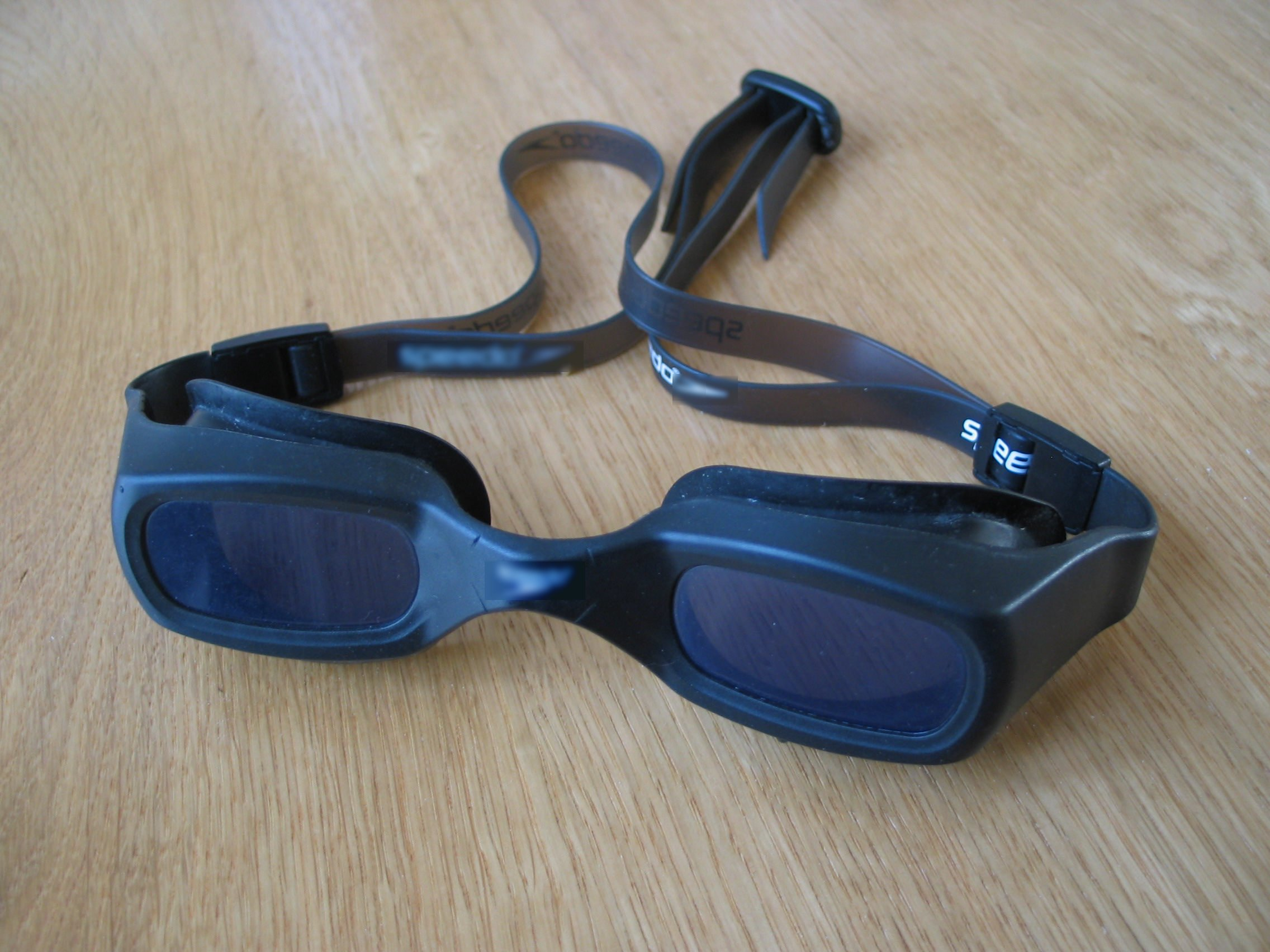
Lunettes de natation.

La natation peut se pratiquer muni du seul maillot de bain, bien que la réglementation chez certains compétiteurs permettent l'usage des combinaisons (en eau libre par exemple). On peut s'aider aussi de divers accessoires, parmi lesquels :
- pour se maintenir à la surface de l'eau : les bouées, ceintures de flottaison, brassards, bouchons, planches, frite de piscine ;
- plus spécialement, par certains éducateurs ou/et pour le perfectionnement de la nage : la planche qui permet de ne faire travailler que les jambes ; le pull-buoy, objet en mousse que l'on place entre les jambes pour ne travailler que les bras ; les plaquettes, accessoires en plastique augmentant l'appui des mains pour muscler les bras et travailler sa technique ; l'élastique en caoutchouc que l'on met autour des poignets ou des chevilles et qui permet de perfectionner ses appuis ;
- pour se déplacer plus vite : palmes de natation, monopalme ou encore zoomer (mini-palmes), plaquettes pour les mains ;
- pour respirer : les bouteilles d'air comprimé pour rester sous l'eau, le tuba (frontal ou latéral) pour respirer à la surface de l'eau sans avoir à tourner la tête ;
- pour le confort du nageur : le bonnet de bain qui protège les cheveux, évite de polluer la piscine, tient chaud à la tête quand l'eau est froide et permet un meilleur hydrodynamisme pour la compétition ; la combinaison isotherme pour nager en eau froide ; les lunettes de natation pour protéger les yeux et pour voir sous l'eau ; les bouchons d'oreille et le pince-nez pour empêcher l'eau de rentrer dans les oreilles ou le nez. Ce dernier étant notamment utilisé pour la Natation artistique ;
- pour la protection : chaussons anti-verrues. Chaussons en latex que l'on porte pour se protéger des infections ;
- pour l'entraînement, il existe des montres qui comptent les longueurs et les mouvements réalisés grâce à un accéléromètre.

- Voir équipementier sportif : Adidas, Arena, Nabaiji, Speedo, TYR.

## Techniques de nage

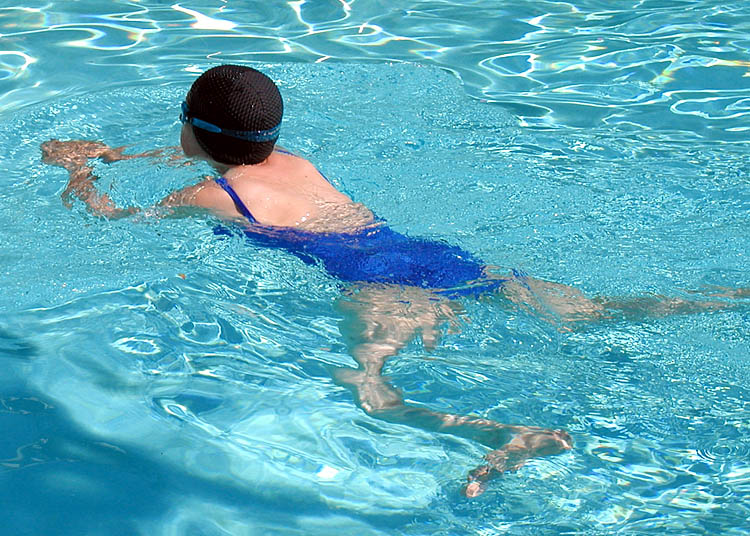
La brasse.

Il n'y a aujourd'hui que quatre techniques de nage normalisées à des fins compétitives par l'institution sportive et enseignées couramment : le papillon, le dos crawlé, la brasse et le crawl. Il existe cependant de nombreux autres styles, dont certains ont été enseignés dans le passé en natation, voire utilisés en compétition sportive :
- la coupe ou batelière ou agiotaux ;
- la marinière ou brasse sur le côté ;
- le dos élémentaire ;
- la brasse française ;
- la brasse alternée ou double brasse ;
- le trudgeon ;
- la brasse indienne ou over-arm-stroke ;
- l'over-arm-side-stroke ;
- la nage en chien ;
- le dos brassé ;
- la brasse papillon ;
- la brasse sous-marine ;
- Le papillon ;
- Le dos crawlé ;
- La godille ;
- le dauphin ;
- la planche...

La nage la plus rapide est le crawl, très utilisée en nage libre, mise au point par John Arthur Trudgen en 1873 en s'inspirant de la technique utilisée par certains Amérindiens. Au début du XXe siècle apparut le battement de jambes actuel, apparemment issu de l'observation d'indigènes australiens. Cette nage fut appelée « crawl australien » jusqu'au milieu du XXe siècle à peu près. Le sport quant à lui rentra aux Jeux olympiques dès les premiers jeux olympiques en 1896.

## Organisation de la pratique et compétitions

### En France
Les écoles de natation proposent des certifications pour les plus jeunes, dans l'ordre croissant :
1. Sauv'nage qui certifie une pratique sécuritaire de la natation (notamment savoir nager 50 mètres, s'immerger, faire du surplace)
2. Pass'sports de l'eau qui valide des performances dans plusieurs disciplines : natation synchronisée, natation sportive, nage avec palmes, plongeon et water-polo
3. Pass'compétition qui permet l'accès aux compétitions fédérales

Ensuite, les catégories des compétitions sont les suivantes :
| Catégories | Dames & Messieurs |
| Avenirs    | Moins de 10 ans   |
| Benjamin   | 11 à 13 ans       |
| Juniors    | 14 à 17 ans       |
| Séniors    | 18 ans et plus    |

Les compétitions « Maîtres » (à partir de 25 ans jusqu'à plus de 100 ans) font de la natation un des très rares sports où les compétiteurs peuvent poursuivre leur carrière sans limite jusqu'au niveau mondial. Pratique en pleine extension — à l'image du marathon en athlétisme — la natation maître est l'occasion de très importantes compétitions : les championnats du monde des Maîtres ont ainsi réuni en juin 2012 plus de 10 000 nageurs à Riccione, en Italie,.
Il existe aussi des courses en piscines avec accessoires (palmes ou monopalme, tuba, bouteilles d'air), des courses en eau libre avec ou sans accessoires, de la nage en eau libre. L'épreuve de 10 km en eau libre a fait son entrée aux Jeux olympiques de Pékin en 2008. Des épreuves spéciales peuvent être organisées en eau libre, la plus connue est la traversée de la Manche (31 km).
- La pratique artistique regroupe le plongeon et la natation synchronisée (anciennement appelée ballet nautique).
- Les sports d'opposition pratiqués dans l'eau : le principal est le water-polo. Il y a aussi le hockey subaquatique ainsi que le rugby subaquatique.

### Au Canada
Le programme de sécurité aquatique de la croix-rouge canadienne reconnaît six styles de nage soit : crawl, dos crawlé, brasse, dos élémentaire, marinière et le papillon. Le dos élémentaire ne semble pas être enseigné ailleurs dans le monde qu'au Canada. La marinière semble avoir son équivalent sous le nom de brasse indienne. Dans son programme aux enfants, la croix-rouge explique aussi la godille (tête première et pieds premiers) et le rotatif-alternatif (nage très utilisée pour le remorquage en sauvetage). Depuis quelques années, le papillon n'est plus enseigné dans ce programme pour plusieurs raisons[réf. souhaitée]. Le programme est divisé selon l'âge des participants :
1. Préscolaire :
  1. Étoile de mer pour les 4 mois à 18 mois. Le critère de passation est l'âge et les items suivant :
    1. Flottabilité et déplacement (avec aide) ;
    2. Flottaison sur le ventre (avec aide) ;
    3. Flottaison sur le dos (avec aide) ;
    4. Position verticale (avec aide) ;
    5. Aller dans l'eau (avec aide) ;
    6. Techniques de soutien à l'intention de la personne responsable ;
    7. Immersion (participation facultative).

  2. Canard pour les 18 mois à 30 mois. Le critère de passation est l'âge et les items suivant :
    1. Aller dans l'eau (avec aide) ;
    2. Immersion (participation facultative) ;
    3. - Introduction à la respiration rythmée : contrôle de la respiration ;
    4. Flottabilité et déplacement (avec aide) ;
    5. Déplacement vers l'avant (avec aide) ;
    6. Déplacement vers l'arrière (avec aide) ;
    7. Flottaison sur le ventre et redressement (avec aide) ;
    8. Flottaison sur le dos et redressement (avec aide).

  3. Tortue de mer pour les 30 mois à 4 ans. Le critère de passation est 3 ans et plus et les items suivant :
    1. Aller dans l'eau ;
    2. Immersion, 3 s ;
    3. Introduction à la respiration rythmée : contrôle de la respiration ;
    4. Flottabilité et déplacement (avec aide) ;
    5. Déplacement en eau peu profonde ;
    6. Flottaison sur le ventre et redressement, 3 s (avec aide) ;
    7. Flottaison sur le dos et redressement, 3 s (avec aide) ;
    8. Glissement sur le ventre et sur le dos et redressement (avec aide) ;
    9. Battement des jambes de base sur le ventre (avec aide) ;
    10. Nage sur le ventre (avec aide) ;
    11. La participation aux jeux et chansons.

  4. Loutre de mer pour les 3 ans et plus avec ceinture hippopotame. Le but de ce cours est de permettre à l'enfant de pouvoir nager sans l'aide de ses parents, mais aussi de bien pouvoir suivre des prochains cours de natation sans ses parents. Les critères de passation sont :
    1. Ouverture des yeux sous l'eau (essai) ;
    2. Respiration rythmée, 3 répétitions ;
    3. Flottaison sur le ventre et redressement, 3 s (avec aide) ;
    4. Flottaison sur le dos et redressement, 3 s (avec aide) ;
    5. Glissement sur le ventre, 3 s ;
    6. Glissement sur le dos, 3 s (avec aide) ;
    7. Nage sur le ventre, 1 mètre (avec aide).

  5. Salamandre pour les 3 ans et plus. Son équivalence dans le programme junior est le junior 1. Les distances ainsi que certains critères sont modifiées, mais il reste néanmoins très similaire. Les critères de passation sont :
    1. Ouverture des yeux sous l'eau (essai) ;
    2. Respiration rythmée, 5 répétitions ;
    3. Flottaison sur le ventre et redressement ;
    4. Flottaison sur le dos et redressement ;
    5. Glissement sur le ventre avec battement de jambes, 2 mètres ;
    6. Glissement sur le dos avec battement de jambes, 2 mètres ;
    7. Glissement avec retournement, du ventre vers le dos, 2 mètres ;
    8. Glissement avec retournement, du dos vers le ventre, 2 mètres ;
    9. Nage sur le ventre, 2 mètres.

  6. Poisson-lune. Son équivalence dans le programme junior est le junior 1. Les distances ainsi que certains critères sont modifiées, mais il reste néanmoins très similaire. Les critères de passation sont :
    1. Respiration rythmée, 5 répétitions, 2 façons ;
    2. Glissement sur le ventre avec battement de jambes, 5 mètres ;
    3. Glissement sur le dos avec battement de jambes, 5 mètres ;
    4. Glissement avec retournement et battement de jambes, 5 mètres ;
    5. Glissement sur le côté avec battement de jambes, 2 mètres (avec aide) ;
    6. Nage sur le ventre, 5 mètres.

  7. Crocodile. Son équivalence dans le programme junior est le junior 2. Les distances ainsi que certains critères sont modifiées, mais il reste néanmoins très similaire. Les critères de passation sont :
    1. Respiration rythmée, 10 répétitions, 2 façons ;
    2. Glissement sur le ventre avec battement de jambes, 7 mètres ;
    3. Glissement sur le dos avec battement de jambes, 5 mètres ;
    4. Glissement sur le côté avec battement de jambes, 5 mètres ;
    5. Nage sur le ventre, 5 mètres ;
    6. Nage sur le dos, 5 mètres.

  8. Baleine. Son équivalence dans le programme junior est le junior 3. Les distances ainsi que certains critères sont modifiées, mais il reste néanmoins très similaire. Les critères de passation sont :
    1. Respiration rythmée : glissement avec retournement et battement de jambes, du ventre vers le côté, 10 répétitions ;
    2. Glissement sur le ventre avec battement de jambes, 10 mètres ;
    3. Glissement sur le dos avec battement de jambes, 10 mètres ;
    4. Glissement sur le côté avec battement de jambes, 10 mètres ;
    5. Nage sur le ventre, 10 mètres ;
    6. Nage sur le dos, 10 mètres[31].

Il est important de mentionner que pour pouvoir passer d'un cours à un autre, les moniteurs en sécurité aquatique doivent avoir vu l'enfant participant faire au moins trois fois chacun des critères d'évaluations au cours de sa session de natation. Si un moniteur n'est pas sûr de la classification d'un élève, il peut demander de classer l'élève en question dans un niveau plus bas. 
Pour les enfants de 5 ans et plus :
1. Junior : 1, 2, 3, 4, 5, 6, 7, 8, 9, 10[32]
2. Pour les adolescents et adultes : cours Essentiel 1 et 2 pour les adultes sans expérience de nage ou ayant vécu des traumatismes par rapport à l'eau, cours Styles de nage qui correspond aux critères de Jr 4 à 10 et cours Sports qui comporte 12 modules de sports aquatiques. Les cours pour adultes sont généralement adaptés aux besoins et capacités des adultes.
3. Programme de formation de moniteur de sécurité aquatique : pour les adolescents de 15 ans et plus ayant au minimum le brevet Croix de bronze et les styles de nage de Jr 10. Ce cours permet aux nageurs de développer leur leadership, leurs habiletés de nage, de communication, d'animation et de supervision aquatique. Les candidats apprennent à corriger les styles de nage, à donner de la rétroaction et à remplir les documents administratifs en lien avec les cours de natation de la Croix-Rouge canadienne.

Au Québec, les catégories des compétitions sont :
1. Les 11-12 ans (catégorie qui peut inclure les nageurs de moins de 11 ans).
2. Les 13-14 ans et, selon les compétitions.
3. Les 15 ans et plus ou les 15-16 ans.
4. Les 17 ans et plus (catégorie senior).

## Pratiques compétitives
On peut regrouper la pratique compétitive de la natation en trois catégories de sports : les courses, la pratique artistique, et les sports d'opposition pratiqués dans l'eau.

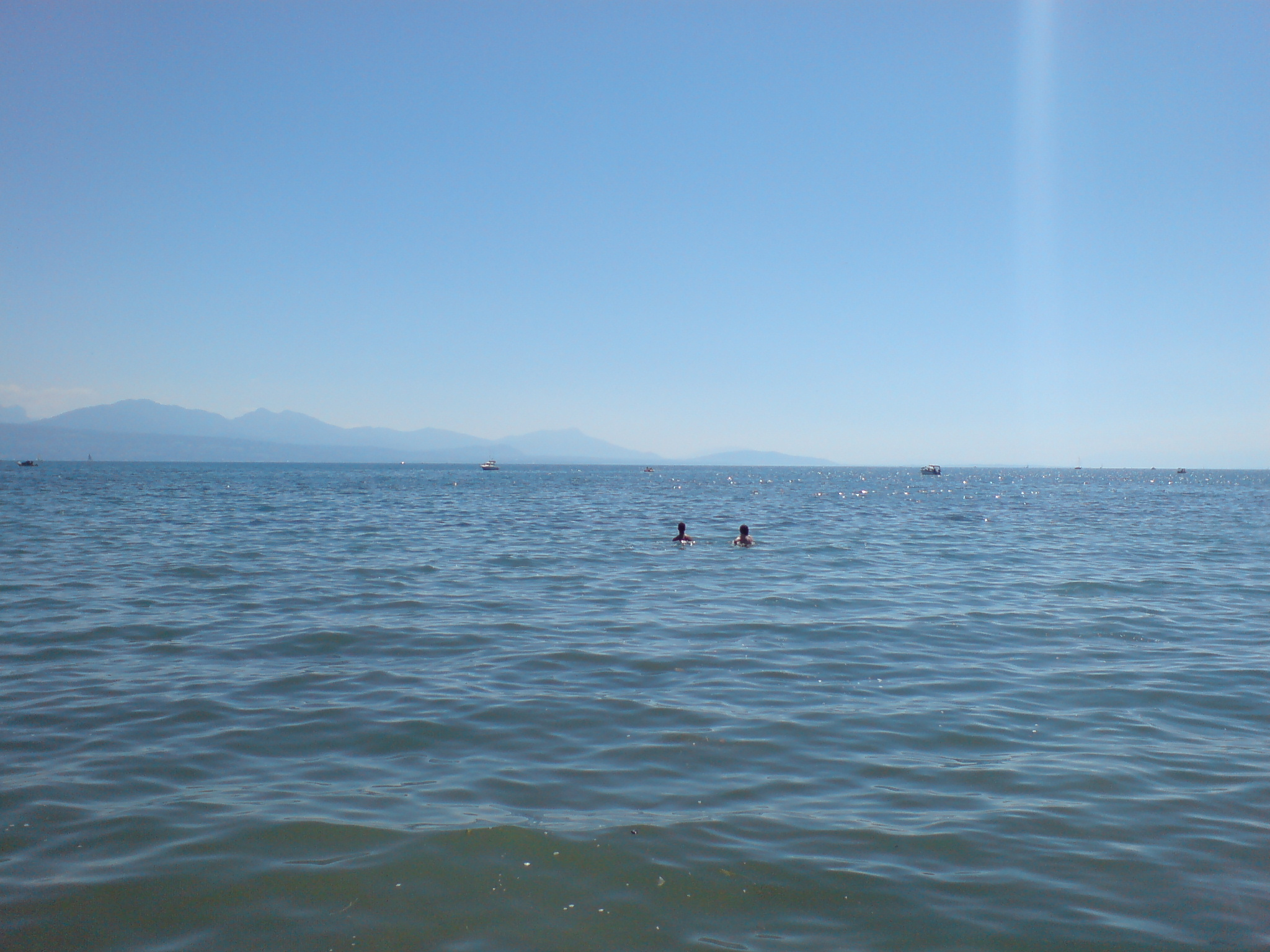
La nage se pratique aussi dans le cadre des loisirs dans les piscines ou tout simplement dans les cadres naturels.

- Les courses : il s'agit de parcourir une certaine distance le plus vite possible en respectant un règlement. On fait des distinctions selon le lieu de pratique et les accessoires autorisés. La natation sportive regroupe les courses en piscine sans accessoires (le dos, la nage libre, le papillon, et la brasse), par catégories d'âge. L'eau libre correspond aux épreuves réalisées en milieu naturel.
- la pratique artistique : la natation synchronisée consiste à maîtriser des figures artistiques en se démarquant des concurrents tout en respectant les règles de cette pratique.
- les sports d'opposition : généralement ces sports nécessitent naturellement une certaine maîtrise de la nage mais peuvent faire appel aussi à des compétences d'autres sports (le handball peut servir pour le water-polo par exemple).

### L'accès au haut niveau
Il existe des grilles de temps qui permettent aux nageurs de se qualifier aux championnats nationaux mais aussi internationaux. Pour les nageurs performants, il existe une grille de temps qui permet d'attribuer le statut de nageur de haut niveau. Ce statut permet d'avoir des avantages comme le fait de bénéficier d'un emploi de temps aménagé.  

### Nages de compétition
Les nages de compétition se nagent en bassin de 25 m (petit bassin) et de 50 m (grand bassin).
- Le papillon 50, 100 et 200 mètres ;
- Le dos (dos crawlé), 50, 100 et 200 mètres ;
- La brasse 50, 100 et 200 mètres ;
- La nage libre 50, 100, 200, 400, 800 et 1 500 mètres. En théorie, la nage libre autorise tous les styles de nage, en pratique, c'est le crawl, la nage la plus rapide, qui est utilisée. Dans une épreuve de quatre nages, la partie en nage libre doit être parcourue dans une nage différente du dos, de la brasse et du papillon (règle SW 5.1[35]).

Dans une épreuve de quatre nages (100, 200 ou 400 mètres), l'ordre des nages est le suivant : papillon, dos, brasse et crawl. Dans un relais, l'ordre change : dos, brasse, papillon, crawl afin de permettre au « dossiste » de partir (le départ en dos se fait dans l'eau, les mains sur les poignées situées sous le plot et non par plongeon du plot comme dans les autres nages). La nage 100 mètres quatre nages individuelle ne peut se nager qu'en petit bassin.
Sur ces quarante épreuves, seules trente-sept sont disputées aux jeux olympiques. Les 50 mètres en papillon, en dos et en brasse ne font pas partie du programme olympique mais sont disputés dans les autres compétitions, notamment les championnats du monde.
La brasse est la nage la plus réglementée techniquement mais aussi la plus dure à réaliser et la plus « lente », avec notamment l'obligation de réaliser des mouvements simultanés et dans un même plan horizontal, de toucher le mur simultanément avec les deux mains au virage et à l'arrivée et d'alterner un mouvement de bras et un mouvement de jambes dans cet ordre (règle SW 7). Dans toutes les nages, la coulée est limitée avant la ligne des 15 mètres. Sauf en brasse, où la coulée est limitée par le nombre de mouvements, c'est-à-dire un mouvement de dauphin (appelé une ondulation) descendant des jambes, un mouvement de brasse (bras et jambes) et le premier cycle de bras qui doit permettre au nageur de couper la surface. Aussi il n'est pas possible d'évoluer sur toute la durée d'une distance olympique en immersion.
Certains nageurs se rasent les poils (jambes, bras, tête et même sourcils) notamment à cause de la résistance qu'ils exercent, mais aussi parce qu'une légère couche de peau est ôtée et que le nageur a une meilleure sensation de l'eau.
Aux Jeux Olympiques, il existe différentes épreuves officielles de distances différentes : le papillon, le dos, la brasse et le crawl. Il existe aussi une nage qui combine les quatre précédentes : le quatre nages. Pour le 200 mètres quatre nages, aussi appelé QNI, les nageurs font 50 mètres par nage. Alors que pour le 400 mètres QNI, les nageurs font 100 mètres par nage. De plus, aux Jeux Olympiques, les athlètes ont la chance de faire des relais avec leurs coéquipiers. Tous les relais nécessitent quatre personnes : deux personnes par sexe ou quatre personnes du même sexe. Les relais sont nagés soient entièrement au crawl, donc les quatre athlètes nagent le crawl à tour de rôle. Outre les relais au crawl, il existe aussi des relais au QNI. Chaque athlète effectue une nage. L'ordre du relais QNI est le suivant : dos, brasse, papillon, crawl.

### Paranatation
La Paranatation est un programme élaboré dans le but de permettre aux individus présentant un handicap de pouvoir pratiquer la natation de façon compétitive.
Celle-ci « combine une grande variété de handicaps dans trois catégories :
1. handicaps fonctionnels (handisport) ;
2. handicaps visuels (handisport) ;
3. handicaps intellectuels »[37] (sport adapté) ;